# Synergy Baku Cycling Project
Synergy Baku Cycling Project ist ein aserbaidschanisches Radsportteam mit Sitz im irischen Rathnew.
Die Mannschaft wurde 2013 gegründet und nimmt als Continental Team an den UCI Continental Circuits teil. Manager ist Jeremy Hunt, der von den Sportlichen Leitern Orkhan Guliyev, Andrej Hauptman, David McQuaid und Tomaž Poljanec unterstützt wird.

## Saison 2018

### Erfolge in der UCI Europe Tour
In den Rennen der Saison 2018 der UCI Europe Tour gelangen die nachstehenden Erfolge.
| Datum       | Rennen                         | Kat. | Sieger            |
| ----------- | ------------------------------ | ---- | ----------------- |
| 18. Februar | GP Alanya                      | 1.2  | Kirill Posdnjakow |
| 19. April   | 1. Etappe Tour of Mersin       | 2.2  | Kirill Posdnjakow |
| 6. Mai      | 4. Etappe Five Rings of Moscow | 2.2  | Kirill Posdnjakow |

### Erfolge bei den Nationalen Straßen-Radsportmeisterschaften
In den Rennen zu den Nationalen Straßen-Radsportmeisterschaften 2018 gelangen die nachstehenden Erfolge.
| Datum    | Rennen                                              | Fahrer            |
| -------- | --------------------------------------------------- | ----------------- |
| 26. Juni | Aserbaidschanische Meisterschaft – Einzelzeitfahren | Elchin Asadov     |
| 28. Juni | Aserbaidschanische Meisterschaft – Straßenrennen    | Kirill Posdnjakow |

## Saison 2017

### Erfolge in der UCI Africa Tour
In den Rennen der Saison 2017 der UCI Africa Tour gelangen die nachstehenden Erfolge.
| Datum     | Rennen                  | Kat. | Sieger            |
| --------- | ----------------------- | ---- | ----------------- |
| 7. April  | 1. Etappe Tour du Maroc | 2.2  | Kirill Posdnjakow |
| 10. April | 4. Etappe Tour du Maroc | 2.2  | Kirill Posdnjakow |
| 13. April | 7. Etappe Tour du Maroc | 2.2  | Elchin Asadov     |

### Erfolge in der UCI Europe Tour
In den Rennen der Saison 2017 der UCI Europe Tour gelangen die nachstehenden Erfolge.
| Datum     | Rennen                           | Kat. | Sieger            |
| --------- | -------------------------------- | ---- | ----------------- |
| 4. Mai    | 2. Etappe Tour d’Azerbaïdjan     | 2.1  | Kirill Posdnjakow |
| 3.–7. Mai | Gesamtwertung Tour d’Azerbaïdjan | 2.1  | Kirill Posdnjakow |

### Erfolge bei den Nationalen Straßen-Radsportmeisterschaften
In den Rennen zu den Nationalen Straßen-Radsportmeisterschaften 2017 gelangen die nachstehenden Erfolge.
| Datum    | Rennen                                              | Fahrer            |
| -------- | --------------------------------------------------- | ----------------- |
| 11. Mai  | Aserbaidschanische Meisterschaft – Einzelzeitfahren | Elchin Asadov     |
| 12. Mai  | Aserbaidschanische Meisterschaft – Straßenrennen    | Kirill Posdnjakow |
| 12. Mai  | Aserbaidschanische Meisterschaft – Straßenrennen    | Elgun Alizada     |
| 25. Juni | Kroatische Meisterschaft – Straßenrennen            | Josip Rumac       |

### Mannschaft
| Teamkader 2017                            | Teamkader 2017    | Teamkader 2017 | Teamkader 2017                   |
| Name                                      | Geburtsdatum      | Land           | Vorheriges Team                  |
| ----------------------------------------- | ----------------- | -------------- | -------------------------------- |
| Elgün Alizada                             | 20. April 1996    | Aserbaidschan  |                                  |
| Elchin Asadov                             | 12. Februar 1987  | Aserbaidschan  | Specialized Concept Store (2012) |
| Enver Asanov                              | 25. Oktober 1994  | Aserbaidschan  |                                  |
| Maksym Averin                             | 28. November 1985 | Aserbaidschan  | Atlas Personal-Jakroo (2013)     |
| Kanan Gahramanli                          | 9. Juli 1997      | Aserbaidschan  |                                  |
| Ismail Iliasov                            | 2. August 1994    | Aserbaidschan  |                                  |
| Samir Jabrayilov                          | 7. September 1994 | Aserbaidschan  |                                  |
| Tarlan Mammadov                           | 6. April 1997     | Aserbaidschan  |                                  |
| Musa Mikayilzade                          | 16. Juni 1998     | Aserbaidschan  |                                  |
| Kirill Posdnjakow                         | 20. Januar 1989   | Aserbaidschan  | RusVelo (2015)                   |
| Josip Rumac                               | 26. Oktober 1994  | Kroatien       | Adria Mobil (2015)               |
|                                           |                   |                |                                  |
| Quellen: ProCyclingStats Cycling Archives |                   |                |                                  |

## Platzierungen in UCI-Ranglisten
UCI Africa Tour
| Saison    | Mannschaftswertung | Fahrerwertung    |
| --------- | ------------------ | ---------------- |
| 2013      | -                  | -                |
| 2014      | 23.                | Jan Sokol (176.) |
| 2015-2016 | -                  | -                |

UCI America Tour
| Saison    | Mannschaftswertung | Fahrerwertung             |
| --------- | ------------------ | ------------------------- |
| 2013-2015 | -                  | -                         |
| 2016      | 47.                | Ioannis Tamouridis (442.) |

UCI Asia Tour
| Saison | Mannschaftswertung | Fahrerwertung          |
| ------ | ------------------ | ---------------------- |
| 2013   | 4.                 | Kirill Posdnjakow (8.) |
| 2014   | 25.                | Maxym Awerin (114.)    |
| 2015   | 29.                | Matej Mugerli (90.)    |
| 2016   | 26.                | Matej Mugerli (34.)    |

UCI Europe Tour
| Saison | Mannschaftswertung | Fahrerwertung         |
| ------ | ------------------ | --------------------- |
| 2013   | 45.                | Rico Rogers (225.)    |
| 2014   | 43.                | Maxym Awerin (276.)   |
| 2015   | 23.                | Maxym Awerin (70.)    |
| 2016   | 20.                | Matija Kvasina (118.) |

UCI Oceania Tour
| Saison    | Mannschaftswertung | Fahrerwertung       |
| --------- | ------------------ | ------------------- |
| 2013      | -                  | -                   |
| 2014      | 9.                 | Daniel Klemme (32.) |
| 2015-2016 | -                  | -                   |